# Geometrische Wahrscheinlichkeit
Die geometrische Wahrscheinlichkeit ist ein Begriff aus der elementaren Wahrscheinlichkeitsrechnung, der im 18. Jahrhundert eingeführt wurde und im Unterschied zur Laplace-Wahrscheinlichkeit auf einer überabzählbaren Ergebnismenge {\displaystyle \Omega } basiert. Diese kann üblicherweise ein Intervall {\displaystyle [a,b]} auf der Zahlengeraden mit der endlichen Länge {\displaystyle b-a} oder ein Flächenstück endlichen Inhalts der Zahlenebene sein.

## Geometrische Wahrscheinlichkeit auf einem Intervall der Zahlengeraden

### Definition
{\displaystyle \Omega =[a,b]} sei ein Intervall auf der Zahlengeraden und {\displaystyle t=[c,d]} ein Teilintervall von {\displaystyle [a,b]}. Ein Punkt aus {\displaystyle [a,b]} werde zufällig ausgewählt. Die Wahrscheinlichkeit, dass der ausgewählte Punkt in {\displaystyle [c,d]} liegt, soll nur von den Längen und nicht von der Lage der Intervalle {\displaystyle [a,b]} und {\displaystyle [c,d]} abhängen. Damit ist gewährleistet, dass alle gleich langen Intervalle dieselbe Wahrscheinlichkeit besitzen.
Unter diesen Voraussetzungen beträgt die Wahrscheinlichkeit, dass der ausgewählte Punkt in {\displaystyle [c,d]} liegt
{\displaystyle P(t)={\frac {\left|t\right|}{\left|\Omega \right|}}}

### Besonderheiten gegenüber der Laplace-Wahrscheinlichkeit
Jeder einzelne Punkt {\displaystyle {x}} aus Ω lässt sich in ein Intervall beliebig kleiner Länge einbetten. Deshalb gilt {\displaystyle P(\{x\})=0} für jedes {\displaystyle x} aus dem Ergebnisraum {\displaystyle \Omega }. Hieraus lässt sich aufgrund der Kolmogoroff-Axiome folgern, dass jedes aus endlich vielen oder abzählbar unendlich vielen Punkten bestehende Ereignis mit der Wahrscheinlichkeit {\displaystyle 0} eintritt. Im Unterschied hierzu tritt bei der Laplace-Wahrscheinlichkeit nur das unmögliche Ereignis mit der Wahrscheinlichkeit {\displaystyle 0} ein.

## Geometrische Wahrscheinlichkeit auf einem Flächenstück der Zahlenebene

### Definition
{\displaystyle \Omega =M} sei ein Flächenstück auf der Zahlenebene und {\displaystyle T} eine Teilfläche von {\displaystyle \Omega }. Ein Punkt aus {\displaystyle M} werde zufällig ausgewählt. Die Wahrscheinlichkeit, dass der ausgewählte Punkt in {\displaystyle T} liegt, soll nur von den Flächeninhalten und nicht von der konkreten Form und Lage der Flächenstücke {\displaystyle T} und {\displaystyle M} abhängen. Damit ist gewährleistet, dass alle inhaltsgleichen Flächenstücke dieselbe Wahrscheinlichkeit besitzen.
Unter diesen Voraussetzungen beträgt die Wahrscheinlichkeit, dass der ausgewählte Punkt in {\displaystyle T} liegt
{\displaystyle P(t)={\frac {t}{m}}},
wobei {\displaystyle t}, bzw. {\displaystyle m} die Flächeninhalte von {\displaystyle T}, bzw. {\displaystyle M} sind.

### Besonderheiten gegenüber der Laplace-Wahrscheinlichkeit
Jeder einzelne Punkt {\displaystyle {x}} und auch jede Linie und jeder stückweise glatte Kurvenzug aus {\displaystyle \Omega } lässt sich in ein Flächenstück beliebig kleinen Inhalts einbetten. Im Unterschied zur Laplace-Wahrscheinlichkeit haben deshalb auch solche Teilflächen und nicht nur das unmögliche Ereignis die Wahrscheinlichkeit {\displaystyle 0}.
Dazu kommt die Besonderheit, dass nicht jeder Teilmenge einer Fläche eine Wahrscheinlichkeit zugeordnet werden kann, denn nicht jede Teilmenge hat einen Flächeninhalt, siehe Maßproblem. Derartige Teilmengen treten in der Praxis allerdings nicht auf, da man sie nicht konstruktiv, sondern nur mit Hilfe des Auswahlaxioms erhalten kann.

## Beispiele

### Intervall auf der Zahlengeraden

Das Intervall {\displaystyle \Omega =[0,6]} auf der Zahlengeraden sei im Verhältnis {\displaystyle 1:2:3} in drei Teilintervalle unterteilt.
Wie groß ist die Wahrscheinlichkeit, dass ein zufällig ausgewählter Punkt
- auf dem ersten, bzw. zweiten, bzw. dritten Teilintervall,
- jeweils in der Mitte des Teilintervalls liegt?

Lösungsskizze:
{\displaystyle P([0;1])={\frac {1}{6}}}
{\displaystyle P([1;3])={\frac {2}{6}}={\frac {1}{3}}}
{\displaystyle P([3;6])={\frac {3}{6}}={\frac {1}{2}}}
{\displaystyle P({0,5})=P({2})=P({4,5})=0} (einzelne Punkte auf der Zahlengeraden)

### Flächenstück auf der Zahlenebene

{\displaystyle \Omega } sei ein Quadrat auf der Zahlenebene mit der Seitenlänge {\displaystyle a}.
Wie groß ist die Wahrscheinlichkeit, dass ein zufällig ausgewählter Punkt auf der
- Inkreisfläche {\displaystyle K},
- Inkreislinie {\displaystyle k}

des Quadrats liegt?
Lösungsskizze:
{\displaystyle P(K)={\frac {\pi ({\frac {a}{2}})^{2}}{a^{2}}}={\frac {\pi }{4}}}
{\displaystyle P(k)=0} (Linie in der Zahlenebene)